# Движение за национальное освобождение Коморских Островов
«Движе́ние за национа́льное освобожде́ние Комо́рских Острово́в» (фр. Mouvement de Libération Nationale des Comores — MOLINAKO, МОЛИНАКО) — левая политическая партия Коморских Островов. Опиралась преимущественно на коморскую молодёжь и прогрессивно настроенные слои интеллигенции. Одним из лидеров партии был Абу Бакар Бойна. Первой подняла вопрос национальной независимости Коморского архипелага. Организация африканского единства признавала МОЛИНАКО представителем народа Комор и лидером национально-освободительного движения на островах.

## История
Основана в 1962—1963 годах в Дар-эс-Саламе коморскими политическими эмигрантами, проживавшими в Танганьике (будущая Танзания).
Они выступали за явный разрыв с колониальной метрополией, за немедленную и полную независимость архипелага от Франции, за запрет всяких иностранных баз на территории островов, за проведение в стране демократических реформ, за национализацию земель традиционной знати и французских колонистов. Конечной целью провозглашалось построение социалистического общества.
Деятельность партии на самих Коморских Островах была запрещена французскими властями в 1964 году, и до начала 1970-х годов она вела борьбу за осуществление своих целей из изгнания, преимущественно лишь на международной арене. В 1965—1975 годах партия вела регулярные радиопередачи из Танзании. После Занзибарской революции первый премьер-министр Саид Мохамед Шейх требовал в 1964—1968 годах выдворения МОЛИНАКО с Занзибара.
В 1968—1969 годах МОЛИНАКО раскололась из-за разногласий внутри руководства партии относительно программы и дальнейших методов работы. Из неё выделились Социалистическая партия Коморских Островов (ПАСОКО) Мохамеда Али Мбалия и Демократическая партия сотрудничества с Францией. В 1970 МОЛИНАКО удалось перенести свою деятельность на сами Коморы, открыв архипелаге своё отделение — Партию эволюции Коморских Островов (ПЭК), которая согла развернуть легальную работу внутри страны.
В 1972 году МОЛИНАКО — ПЭК добилась включения Коморских Островов в число территорий, на которые должно распространятья действие Декларации ООН о предоставлении независимости колониальным странам и народам. В том же году МОЛИНАКО — ПЭК и заключившие с ней временный союз Демократическое объединение коморского народа («Партия белых») и Демократический союз Коморских Островов («Партия зеленых») провозгласили совместную программу действий, направленных на достижение независимости страны.
Накануне всеобщего референдума по вопросу независимости архипелага декабря 1974 года МОЛИНАКО — ПЭК выступила одним из инициаторов создания Национального объединённого фронта Коморских Островов, объединившего практически все оппозиционные партии страны и требовавшего полную независимость, единство и территориальную целостность государства, проведение административной и земельной реформ. МОЛИНАКО — ПЭК поддержала решение в 1975 году Палаты депутатов об одностороннем провозглашении независимости Республики Коморские Острова, призвав ООН, ОАЕ и правительство Франции немедленно признать её независимость.
После бескровного государственного переворота 3 августа 1975 года к власти пришёл Али Суалих, провозгласивший сходный курс т. н. «национального социализма», и революционный совет, сформированный Национальным объединённым фронтом из шести партий, включая МОЛИНАКО — ПЭК. Поэтому руководящие деятели этой партии получили ответственные должности в правительственных учреждениях. Однако уже в 1977 году МОЛИНАКО — ПЭК, как и остальные политические партии, была распущена.
После очередного государственного переворота 1978 года во главе с ультраправым французским наемником Бобом Денаром была установлена новая однопартийная система (Коморского союза за прогресс). Многие активисты МОЛИНАКО — ПЭК были репрессированы; некоторые в эмигрировали в Танзанию и другие восточноафриканские страны; часть эмигрантов вошла в Прогрессивный объединённый национальный фронт Коморских Островов, руководство которого разместилось в Найроби (Кения), в значительной мере воспринявший концепции МОЛИНАКО.